# 國際專案管理學會

國際專案管理學會的舊標誌。

美國國際專案管理學會（英语：Project Management Institute，简写PMI）成立于1969年，是一个由项目管理专业领域内的研究人员、学者、顾问和经理组成的全球性的专业组织机构。目前在全球超过185个国家拥有85多万会员和证书持有人。由PMI组织编写的《專案管理知識體系指南》是目前项目管理领域内的权威教科书。该學会推出的项目管理领域的资格认证國際專案管理師
(PMP，Project Management Professional)是全球权威的项目管理资格认证。國際專案管理學會致力于向全球推行项目管理，以提高项目管理专业的水准，在教育、会议、标准、出版和认证等方面定制专业技术计划。國際專案管理學會正成为一个全球性的项目管理知识与智囊中心。

## 總覽
PMI 提供多樣服務，包括：發展標準、研究、教育、出版、促進當地分會內的交流機會，舉辦論壇以及訓練研討會，並且頒發專案管理認證。
PMI 召集志工建立產業標準，例如：美國國家標準學會（ANSI） 公認《專案管理知識體系指南》。2012 年ISO 國際標準依據《專案管理知識體系指南 第四版》來改編其專案管理流程。

## 歷史沿革
在1960年代，專案管理開始被用於航空、建築及國防工業。國際專案管理學會是由 Ned Engman（McDonnel Douglas Automation）、James Snyder 和 S usan Gallagher（SmithKline＆French Laboratories），以及 Eric Jenett（Brown＆Root）和 J Gordon Davis（喬治亞理工學院）於1969年在喬治亞理工學院的創立的非營利組織，同年即在賓州註冊成立。PMI在1975年描述其目標為：「促進對專案管理專業化需求的認知；為專案管理問題、解決方案及應用提供一個自由交換的論壇；協調產業與學術研究工作；發展通用術語及技術以改善溝通；提供硬體和軟體系統的使用者和供應商之間的介面；為專案管理領域的指導和職業發展提供指引」。
在1970年代，標準化工作佔學會工作的10％至15％。這些功能透過「專業聯絡委員會」進行，該委員會呼籲應與技術，研究政策和教育委員會進行協調。該學會參與的國際性國家活動通過美國國家標準委員會XK 36.3，經由該學會與歐洲國際專案管理協會所指定的觀察員聯繫，以INTERNET稱之。PMI並沒有直接與美國聯邦政府打交道；而是聯邦機構內許多職員參與了專案管理。
在1980年，致力於專案管理程序和方法標準化。 1996年，國際專案管理學會出版了了第一版的專案管理知識體系(PMBOK)。
在1990年後期，Virgil R. Carter 成為國際專案管理學會的總裁。在其任職期間，全球120個國家的成員人數增加了兩倍，達到90,000人。2002年，由 Gregory Balestrero 繼任 Carter 之位，指引學會進入下一個十年。 2008年，會員人數再次翻了三倍，達到了來自150個國家的26萬名會員。 現任總裁是Mark Langley。2015年會員分布在204個國家，人數超過了46萬7千名。

## 認證及顧問證書
1984年，國際專案管理學會是第一個資格認證的證照是PMP (國際專案管理師)。成為日後了專案管理的標竿認證，與PRINCE2認證齊名。2007年，此認證獲得了國際標準化組織（ISO）的 ANSI / ISO / IEC 17024 的認證。一直到2017年年底，已超過85萬人持有PMP證書。
PMI後來推出了許多其他資格及認證。證書持有者不需是PMI的成員。
申請人首先必須證明他們已經達到了所需的教育和經驗需求等文件，及通過專案管理的選擇題考試，才能獲得PMI證書。為有效維護大部份的認證有效性，申請人必須透過各種方式來維護，例如參加課程、參加PMI全球論壇、為專業研究做出貢獻、撰寫和發表有關該主題的文章，以獲得專業發展單位（PDU），保持他們的認證的證書。證書為每三年更新一次。PMI提供的認證和證書等資訊（在PMI網站上有最新的清單）：

### 認証
- 國際專案管理助理（CAPM）
- 國際專案管理師（PMP）
- 國際專案集管理師（PgMP）
- 國際專案組合管理師（PfMP）
- 國際敏捷專案管理師（PMI-ACP）
- 國際風險管理師（PMI-RMP）
- 國際時程管理師（PMI-SP）
- 國際商業分析師（PMI-PBA）

### 顧問證書
- PMI認證的OPM3專業

## 標準
標準PMI開發及發布分為三大類：
- 基礎標準

- 實務標準和架構
- PMI標準擴充

以下是屬於每個類別的標準清單：

### 基礎標準
- “專案管理知識體系指南"  (PMBOK指南) - 第六版（2017年）。美國國家標準學會（ANSI）認可此指南為美國國家標準BSR / PMI 99-001-2013 [15]。
- “專案集管理標準" - 第三版（2013年）。美國國家標準學會 (ANSI) 認可此指南為美國國家標準BSR / PMI 08-002-2013。
- “專案組合管理標準" - 第三版 (2013年) 。 美國國家標準學會 (ANSI) 認可此指南為美國國家標準BSR / PMI 08-003-2013。

- “組織專案管理成熟度模式" (OPM3) | 知識基金會 - 第二版 (2008年) 。ANSI認可為ANSI / PMI 08-004-2008。

### 實務標準及架構
- 專案風險管理實務標準 (2009)
- 實獲值管理實務標準—第二版 (2011)
- 專案構型管理實務標準 (2007)
- 工作分解結構實務標準—第二版 (2006)
- 時程實務標準—第二版 (2011)
- 專案估算實務標準 (2010)
- 專案經理職能發展架構—第二版 (2007)

### 國際專案管理學會標準擴充
- 建築專案管理知識體系指南—第三版 (2016)
- 政府專案管理知識體系指南—第三版 (2006)
- 軟體專案管理知識體系指南—第五版 (2013)

### 詞彙表標準大全
國際專案管理學會出版一詞彙表包含：同義詞、名詞及定義：
- 合併各標準詞彙表 – 第三版。由美國國家標準 (ANSI) 所認可 PMI-978-1-933890-27-2.

依據國際專案管理學會，其標準是由志工者在開放及共識基礎流程所建置，包括了公開草稿版供大眾檢視並提出建議。

## 獎項
國際專案管理學會在不同類別的卓越專案管理的貢獻進行表彰。例如：專案專業人員、組織、學者、作者和持續的專業教育提供者。在每年11月在北美地區的代表大會中授予獎項。